# Józef Szabłowski
Józef Szabłowski (ur. 15 maja 1935) – profesor, doktor habilitowany, rektor Wyższej Szkoły Finansów i Zarządzania w Białymstoku.

## Życiorys
Tytuł jego rozprawy habilitacyjnej to: „Zachowania przestrzenne przedsiębiorstw przemysłu przetwórczego w makroregionie północno-wschodniej Polski”, Akademia Ekonomiczna w Poznaniu. Obronił ją na Wydziale Ekonomii w 1992. Jego specjalności to: zarządzanie innowacjami, zarządzanie produkcją, zarządzanie strategiczne. W latach 1976–1996 był pracownikiem naukowo-dydaktycznym Wydziału Ekonomicznego Filii Uniwersytetu Warszawskiego w Białymstoku. W 2002 został członkiem Rady Naukowej Polskiego Towarzystwa Ekonomicznego.
Założyciel trzech niepublicznych szkół wyższych w Polsce:
- Wyższej Szkoły Finansów i Zarządzania w Białymstoku, której był rektorem w latach 1993–2006, oraz ponownie od 1 października 2010 r.
- Collegium Mazovia Innowacyjna Szkoła Wyższa w Siedlcach.
- Wyższej Szkoły Przedsiębiorczości i Nauk Społecznych w Otwocku, której był prorektorem w latach 2006–2010.

W latach 2000–2005 przez dwie kadencje był przewodniczącym Konferencji Rektorów Uczelni Niepaństwowych.

## Odznaczenia i wyróżnienia
- Odznaczony przez prezydenta Polski Aleksandra Kwaśniewskiego Krzyżem Kawalerskim Orderu Odrodzenia Polski[2].
- Laureat plebiscytu Euroobiektywy 2006 organizowanego przez TVP Białystok za popularyzowanie wiedzy o Unii Europejskiej w województwie podlaskim.
- Statuetka „Aurea Praxis” przyznana podczas III edycji Ogólnopolskiego Programu Certyfikacji Szkół Wyższych „Uczelnia Liderów” w 2013[3].

W wyborach do Parlamentu Europejskiego w 2004 był kandydatem Inicjatywy dla Polski.